# Gentiana confertifolia
Gentiana confertifolia är en gentianaväxtart som beskrevs av Marquand. Gentiana confertifolia ingår i släktet gentianor, och familjen gentianaväxter. Inga underarter finns listade i Catalogue of Life.